# Saison 2018-2019 des Raptors de Toronto
La saison 2018-2019 des Raptors de Toronto est la 24e saison de la franchise en NBA.

## Draft
Les Raptors de Toronto entrent avec aucun choix dans la draft 2018 de la NBA attendant des éventuels échanges.

## Matchs

### Summer League
| Summer League Total : 2-4 |

| Match | Date match | Équipe              | Score        | Meilleur marqueur     | Meilleur rebondeur  | Meilleur passeur          | Lieux Spectateurs    | Série |
| ----- | ---------- | ------------------- | ------------ | --------------------- | ------------------- | ------------------------- | -------------------- | ----- |
| 1     | 6 juillet  | La Nouvelle-Orléans | D 77-90      | Alkins, McKinnie (12) | OG Anunoby (7)      | Codi Miller-McIntyre (5)  | Thomas & Mack Center | 0 - 1 |
| 2     | 8 juillet  | Minnesota           | D 92-103     | Jordan Loyd (17)      | OG Anunoby (7)      | Codi Miller-McIntyre (4)  | Cox Pavilion         | 0 - 2 |
| 3     | 9 juillet  | Oklahoma City       | D 82-92      | OG Anunoby (19)       | Shevon Thompson (7) | Codi Miller-McIntyre (8)  | Thomas & Mack Center | 0 - 3 |
| 4     | 11 juillet | Denver              | V 85-77      | OG Anunoby (22)       | Shevon Thompson (8) | Codi Miller-McIntyre (11) | Cox Pavilion         | 1 - 3 |
| 5     | 14 juillet | Charlotte           | V 87-84 (OT) | Rawle Alkins (25)     | Rawle Alkins (11)   | Codi Miller-McIntyre (5)  | Cox Pavilion         | 2 - 3 |
| 6     | 15 juillet | Cleveland           | D 68-82      | Chris Boucher (18)    | Chris Boucher (8)   | Marquis Teague (5)        | Thomas & Mack Center | 2 - 4 |

### Pré-saison
| Pré-saison Total : 4-1 (Domicile : 3-0 ; Extérieur : 1-1) |

| Match | Date match   | Équipe                | Score     | Meilleur marqueur       | Meilleur rebondeur      | Meilleur passeur      | Lieux Spectateurs       | Série |
| ----- | ------------ | --------------------- | --------- | ----------------------- | ----------------------- | --------------------- | ----------------------- | ----- |
| 1     | 29 septembre | Portland              | V 122-104 | Jonas Valančiūnas (17)  | Jonas Valančiūnas (7)   | VanVleet, Leonard (3) | Rogers Arena            | 1 - 0 |
| 2     | 2 octobre    | @ Utah                | D 90-105  | Jonas Valančiūnas (18)  | Valančiūnas, Siakam (9) | Fred VanVleet (3)     | Vivint Smart Home Arena | 1 - 1 |
| 3     | 5 octobre    | Melbourne             | V 120-82  | Norman Powell (21)      | Serge Ibaka (12)        | Delon Wright (5)      | Scotiabank Arena        | 2 - 1 |
| 4     | 10 octobre   | Brooklyn              | V 118-91  | Danny Green (22)        | Kawhi Leonard (7)       | Kawhi Leonard (7)     | Centre Bell             | 3 - 1 |
| 5     | 11 octobre   | @ La Nouvelle-Orléans | V 134-119 | Richardson, Siakam (21) | Pascal Siakam (11)      | Siakam, Felder (6)    | Smoothie King Center    | 4 - 1 |

### Saison régulière
| Saison régulière Total : 58-24 (Domicile : 32-9 ; Extérieur : 26-15) |

| Match | Date match | Équipe       | Score     | Meilleur marqueur  | Meilleur rebondeur     | Meilleur passeur  | Lieux             | Série |
| ----- | ---------- | ------------ | --------- | ------------------ | ---------------------- | ----------------- | ----------------- | ----- |
| 1     | 17 octobre | Cleveland    | V 116-104 | Kyle Lowry (27)    | Kawhi Leonard (13)     | Kyle Lowry (8)    | Scotiabank Arena  | 1 - 0 |
| 2     | 19 octobre | Boston       | V 113-101 | Kawhi Leonard (31) | Kawhi Leonard (10)     | Fred VanVleet (7) | Scotiabank Arena  | 2 - 0 |
| 3     | 20 octobre | @ Washington | V 117-113 | Kyle Lowry (28)    | Pascal Siakam (10)     | Kyle Lowry (12)   | Capital One Arena | 3 - 0 |
| 4     | 22 octobre | Charlotte    | V 127-106 | Kawhi Leonard (22) | Jonas Valančiūnas (10) | Kyle Lowry (14)   | Scotiabank Arena  | 4 - 0 |
| 5     | 24 octobre | Minnesota    | V 112-105 | Kawhi Leonard (35) | Jonas Valančiūnas (9)  | Kyle Lowry (10)   | Scotiabank Arena  | 5 - 0 |
| 6     | 26 octobre | Dallas       | V 116-107 | Kawhi Leonard (21) | Kawhi Leonard (9)      | Kyle Lowry (12)   | Scotiabank Arena  | 6 - 0 |
| 7     | 29 octobre | @ Milwaukee  | D 109-124 | Serge Ibaka (30)   | Serge Ibaka (9)        | Kyle Lowry (15)   | Fiserv Forum      | 6 - 1 |
| 8     | 30 octobre | Philadelphie | V 129-112 | Kawhi Leonard (31) | Pascal Siakam (15)     | Kyle Lowry (12)   | Scotiabank Arena  | 7 - 1 |

| Match | Date match  | Équipe              | Score          | Meilleur marqueur      | Meilleur rebondeur        | Meilleur passeur | Lieux                      | Série  |
| ----- | ----------- | ------------------- | -------------- | ---------------------- | ------------------------- | ---------------- | -------------------------- | ------ |
| 9     | 2 novembre  | @ Phoenix           | V 107-98       | Kawhi Leonard (19)     | Jonas Valančiūnas (7)     | Kyle Lowry (12)  | Talking Stick Resort Arena | 8 - 1  |
| 10    | 4 novembre  | @ L.A. Lakers       | V 121-107      | Serge Ibaka (34)       | Pascal Siakam (13)        | Kyle Lowry (15)  | Staples Center             | 9 - 1  |
| 11    | 5 novembre  | @ Utah              | V 124-111      | Quatre joueurs (17)    | Lowry, Siakam (7)         | Kyle Lowry (11)  | Vivint Smart Home Arena    | 10 - 1 |
| 12    | 7 novembre  | @ Sacramento        | V 114-105      | Kawhi Leonard (25)     | Serge Ibaka (14)          | Kyle Lowry (8)   | Golden 1 Center            | 11 - 1 |
| 13    | 10 novembre | New York            | V 128-112      | Pascal Siakam (23)     | Jonas Valančiūnas (10)    | Kyle Lowry (8)   | Scotiabank Arena           | 12 - 1 |
| 14    | 12 novembre | La Nouvelle-Orléans | D 110-126      | Pascal Siakam (22)     | Serge Ibaka (14)          | Kyle Lowry (11)  | Scotiabank Arena           | 12 - 2 |
| 15    | 14 novembre | Detroit             | D 104-106      | Kawhi Leonard (26)     | Leonard, Monroe (9)       | Kyle Lowry (7)   | Scotiabank Arena           | 12 - 3 |
| 16    | 16 novembre | @ Boston            | D 116-123 (OT) | Kawhi Leonard (31)     | Kawhi Leonard (15)        | Kyle Lowry (7)   | TD Garden                  | 12 - 4 |
| 17    | 17 novembre | @ Chicago           | V 122-83       | Fred VanVleet (18)     | Jonas Valančiūnas (9)     | Kyle Lowry (8)   | United Center              | 13 - 4 |
| 18    | 20 novembre | @ Orlando           | V 93-91        | Kawhi Leonard (18)     | Ibaka, Siakam (9)         | Kyle Lowry (7)   | Amway Center               | 14 - 4 |
| 19    | 21 novembre | @ Atlanta           | V 124-108      | Jonas Valančiūnas (24) | Jonas Valančiūnas (13)    | Kyle Lowry (12)  | State Farm Arena           | 15 - 4 |
| 20    | 23 novembre | Washington          | V 125-107      | Kawhi Leonard (27)     | Kawhi Leonard (10)        | Kyle Lowry (9)   | Scotiabank Arena           | 16 - 4 |
| 21    | 25 novembre | Miami               | V 125-115      | Kawhi Leonard (29)     | Leonard, Valančiūnas (10) | Kyle Lowry (10)  | Scotiabank Arena           | 17 - 4 |
| 22    | 27 novembre | @ Memphis           | V 122-114      | Kyle Lowry (24)        | Kawhi Leonard (10)        | Kyle Lowry (6)   | FedExForum                 | 18 - 4 |
| 23    | 29 novembre | Golden State        | V 131-128 (OT) | Kawhi Leonard (37)     | Leonard, Lowry (8)        | Kyle Lowry (12)  | Scotiabank Arena           | 19 - 4 |

| Match | Date match   | Équipe          | Score          | Meilleur marqueur  | Meilleur rebondeur     | Meilleur passeur    | Lieux                   | Série   |
| ----- | ------------ | --------------- | -------------- | ------------------ | ---------------------- | ------------------- | ----------------------- | ------- |
| 24    | 1er décembre | @ Cleveland     | V 106-95       | Kawhi Leonard (34) | Kawhi Leonard (9)      | Pascal Siakam (5)   | Quicken Loans Arena     | 20 - 4  |
| 25    | 3 décembre   | Denver          | D 103-106      | Kawhi Leonard (27) | Jonas Valančiūnas (10) | Kyle Lowry (12)     | Scotiabank Arena        | 20 - 5  |
| 26    | 5 décembre   | Philadelphie    | V 113-102      | Kawhi Leonard (36) | Kawhi Leonard (9)      | Pascal Siakam (6)   | Scotiabank Arena        | 21 - 5  |
| 27    | 7 décembre   | @ Brooklyn      | D 105-106 (OT) | Kawhi Leonard (32) | Jonas Valančiūnas (8)  | Kyle Lowry (11)     | Barclays Center         | 21 - 6  |
| 28    | 9 décembre   | Milwaukee       | D 99-104       | Serge Ibaka (22)   | Kawhi Leonard (8)      | Kyle Lowry (7)      | Scotiabank Arena        | 21 - 7  |
| 29    | 11 décembre  | @ L.A. Clippers | V 123-99       | Serge Ibaka (25)   | Serge Ibaka (9)        | Fred VanVleet (14)  | Staples Center          | 22 - 7  |
| 30    | 12 décembre  | @ Golden State  | V 113-93       | Kyle Lowry (23)    | Serge Ibaka (12)       | Kyle Lowry (12)     | Oracle Arena            | 23 - 7  |
| 31    | 14 décembre  | @ Portland      | D 122-128      | Kawhi Leonard (28) | Danny Green (11)       | Fred VanVleet (8)   | Moda Center             | 23 - 8  |
| 32    | 16 décembre  | @ Denver        | D 86-95        | Kawhi Leonard (29) | Kawhi Leonard (14)     | Leonard, Wright (4) | Pepsi Center            | 23 - 9  |
| 33    | 19 décembre  | Indiana         | V 99-96        | Kawhi Leonard (28) | Kawhi Leonard (10)     | Kawhi Leonard (6)   | Scotiabank Arena        | 24 - 9  |
| 34    | 21 décembre  | Cleveland       | V 126-110      | Kawhi Leonard (37) | Pascal Siakam (10)     | Fred VanVleet (8)   | Scotiabank Arena        | 25 - 9  |
| 35    | 22 décembre  | @ Philadelphie  | D 101-126      | Pascal Siakam (26) | Greg Monroe (8)        | Kyle Lowry (5)      | Wells Fargo Center      | 25 - 10 |
| 36    | 26 décembre  | @ Miami         | V 106-104      | Kawhi Leonard (30) | Pascal Siakam (9)      | Serge Ibaka (4)     | American Airlines Arena | 26 - 10 |
| 37    | 28 décembre  | @ Orlando       | D 87-116       | Kawhi Leonard (21) | Serge Ibaka (8)        | Delon Wright (6)    | Amway Center            | 26 - 11 |
| 38    | 30 décembre  | Chicago         | V 95-89        | Kawhi Leonard (27) | Pascal Siakam (12)     | Fred VanVleet (7)   | Scotiabank Arena        | 27 - 11 |

| Match | Date match  | Équipe        | Score           | Meilleur marqueur    | Meilleur rebondeur | Meilleur passeur    | Lieux                    | Série   |
| ----- | ----------- | ------------- | --------------- | -------------------- | ------------------ | ------------------- | ------------------------ | ------- |
| 39    | 1er janvier | Utah          | V 122-116       | Kawhi Leonard (45)   | Pascal Siakam (10) | Fred VanVleet (5)   | Scotiabank Arena         | 28 - 11 |
| 40    | 3 janvier   | @ San Antonio | D 107-125       | Kawhi Leonard (21)   | Trois joueurs (6)  | Pascal Siakam (7)   | AT&T Center              | 28 - 12 |
| 41    | 5 janvier   | @ Milwaukee   | V 123-116       | Leonard, Siakam (30) | Green, Ibaka (9)   | Fred VanVleet (8)   | Fiserv Forum             | 29 - 12 |
| 42    | 6 janvier   | Indiana       | V 121-105       | Norman Powell (23)   | Pascal Siakam (10) | Lowry, VanVleet (8) | Scotiabank Arena         | 30 - 12 |
| 43    | 8 janvier   | Atlanta       | V 104-101       | Kawhi Leonard (31)   | Pascal Siakam (10) | Leonard, Lowry (6)  | Scotiabank Arena         | 31 - 12 |
| 44    | 11 janvier  | Brooklyn      | V 122-105       | Kawhi Leonard (20)   | Kawhi Leonard (11) | Kyle Lowry (8)      | Scotiabank Arena         | 32 - 12 |
| 45    | 13 janvier  | @ Washington  | V 140-138 (2OT) | Kawhi Leonard (41)   | Pascal Siakam (19) | Kyle Lowry (11)     | Capital One Arena        | 33 - 12 |
| 46    | 16 janvier  | @ Boston      | D 108-117       | Kawhi Leonard (33)   | Serge Ibaka (10)   | Lowry, Siakam (7)   | TD Garden                | 33 - 13 |
| 47    | 17 janvier  | Phoenix       | V 111-109       | Serge Ibaka (22)     | Pascal Siakam (12) | Kyle Lowry (8)      | Scotiabank Arena         | 34 - 13 |
| 48    | 19 janvier  | Memphis       | V 119-90        | Danny Green (24)     | Pascal Siakam (8)  | Lowry, VanVleet (7) | Scotiabank Arena         | 35 - 13 |
| 49    | 22 janvier  | Sacramento    | V 120-105       | Lowry, VanVleet (19) | Serge Ibaka (10)   | Kyle Lowry (9)      | Scotiabank Arena         | 36 - 13 |
| 50    | 23 janvier  | @ Indiana     | D 106-110       | Serge Ibaka (23)     | Serge Ibaka (11)   | Kyle Lowry (7)      | Bankers Life Fieldhouse  | 36 - 14 |
| 51    | 25 janvier  | @ Houston     | D 119-121       | Kawhi Leonard (32)   | Serge Ibaka (14)   | Kyle Lowry (11)     | Toyota Center            | 36 - 15 |
| 52    | 27 janvier  | @ Dallas      | V 123-120       | Kawhi Leonard (33)   | Serge Ibaka (11)   | Kyle Lowry (9)      | American Airlines Center | 37 - 15 |
| 53    | 31 janvier  | Milwaukee     | D 95-105        | Pascal Siakam (28)   | Serge Ibaka (10)   | Trois joueurs (3)   | Scotiabank Arena         | 37 - 16 |

| Match                  | Date match | Équipe         | Score     | Meilleur marqueur  | Meilleur rebondeur | Meilleur passeur      | Lieux                 | Série   |
| ---------------------- | ---------- | -------------- | --------- | ------------------ | ------------------ | --------------------- | --------------------- | ------- |
| 54                     | 3 février  | L.A. Clippers  | V 121-103 | Kawhi Leonard (18) | Serge Ibaka (12)   | Fred VanVleet (7)     | Scotiabank Arena      | 38 - 16 |
| 55                     | 5 février  | @ Philadelphie | V 119-107 | Kawhi Leonard (24) | Serge Ibaka (10)   | Kyle Lowry (6)        | Wells Fargo Center    | 39 - 16 |
| 56                     | 7 février  | @ Atlanta      | V 119-101 | Pascal Siakam (33) | Pascal Siakam (14) | Kyle Lowry (13)       | State Farm Arena      | 40 - 16 |
| 57                     | 9 février  | @ New York     | V 104-99  | Kyle Lowry (22)    | Serge Ibaka (13)   | Leonard, VanVleet (6) | Madison Square Garden | 41 - 16 |
| 58                     | 11 février | Brooklyn       | V 127-125 | Kawhi Leonard (30) | Serge Ibaka (12)   | Kawhi Leonard (8)     | Scotiabank Arena      | 42 - 16 |
| 59                     | 13 février | Washington     | V 129-120 | Pascal Siakam (44) | Serge Ibaka (13)   | Kyle Lowry (13)       | Scotiabank Arena      | 43 - 16 |
| NBA All-Star Game 2019 |            |                |           |                    |                    |                       |                       |         |
| 60                     | 22 février | San Antonio    | V 120-117 | Kawhi Leonard (25) | Serge Ibaka (15)   | Gasol, Siakam (6)     | Scotiabank Arena      | 44 - 16 |
| 61                     | 24 février | Orlando        | D 98-113  | Kyle Lowry (19)    | Pascal Siakam (11) | Kyle Lowry (10)       | Scotiabank Arena      | 44 - 17 |
| 62                     | 26 février | Boston         | V 118-95  | Pascal Siakam (25) | Pascal Siakam (8)  | Kyle Lowry (11)       | Scotiabank Arena      | 45 - 17 |

| Match | Date match | Équipe                | Score          | Meilleur marqueur    | Meilleur rebondeur  | Meilleur passeur   | Lieux                   | Série   |
| ----- | ---------- | --------------------- | -------------- | -------------------- | ------------------- | ------------------ | ----------------------- | ------- |
| 63    | 1er mars   | Portland              | V 119-117      | Kawhi Leonard (38)   | Marc Gasol (8)      | Kyle Lowry (10)    | Scotiabank Arena        | 46 - 17 |
| 64    | 3 mars     | @ Détroit             | D 107-112 (OT) | Kyle Lowry (35)      | Serge Ibaka (11)    | Trois joueurs (5)  | Little Caesars Arena    | 46 - 18 |
| 65    | 5 mars     | Houston               | D 95-107       | Kawhi Leonard (26)   | Serge Ibaka (15)    | Kyle Lowry (6)     | Scotiabank Arena        | 46 - 19 |
| 66    | 8 mars     | @ La Nouvelle-Orléans | V 127-104      | Kawhi Leonard (31)   | Ibaka, Lowry (11)   | Kyle Lowry (12)    | Smoothie King Center    | 47 - 19 |
| 67    | 10 mars    | @ Miami               | V 125-104      | Kyle Lowry (24)      | Serge Ibaka (8)     | Kyle Lowry (10)    | American Airlines Arena | 48 - 19 |
| 68    | 11 mars    | @ Cleveland           | D 101-126      | Kawhi Leonard (25)   | Kawhi Leonard (9)   | Kyle Lowry (6)     | Quicken Loans Arena     | 48 - 20 |
| 69    | 14 mars    | L.A. Lakers           | V 111-98       | Kawhi Leonard (25)   | Leonard, Powell (8) | Pascal Siakam (6)  | Scotiabank Arena        | 49 - 20 |
| 70    | 17 mars    | @ Détroit             | D 107-110      | Kawhi Leonard (33)   | Marc Gasol (11)     | Marc Gasol (8)     | Little Caesars Arena    | 49 - 21 |
| 71    | 18 mars    | New York              | V 128-92       | Jeremy Lin (20)      | Marc Gasol (11)     | Fred VanVleet (12) | Scotiabank Arena        | 50 - 21 |
| 72    | 20 mars    | @ Oklahoma City       | V 124-114      | Pascal Siakam (33)   | Pascal Siakam (13)  | 4 joueurs (6)      | Chesapeake Energy Arena | 51 - 21 |
| 73    | 22 mars    | Oklahoma City         | D 109-116      | Kawhi Leonard (37)   | Norman Powell (11)  | Marc Gasol (6)     | Scotiabank Arena        | 51 - 22 |
| 74    | 24 mars    | Charlotte             | D 114-115      | Kawhi Leonard (28)   | Kawhi Leonard (9)   | Lowry, Gasol (6)   | Scotiabank Arena        | 51 - 23 |
| 75    | 26 mars    | Chicago               | V 112-103      | Norman Powell (20)   | Serge Ibaka (8)     | Kyle Lowry (6)     | Scotiabank Arena        | 52 - 23 |
| 76    | 28 mars    | @ New York            | V 117-92       | Pascal Siakam (31)   | Serge Ibaka (10)    | Fred VanVleet (8)  | Madison Square Garden   | 53 - 23 |
| 77    | 30 mars    | @ Chicago             | V 124-101      | Ibaka, VanVleet (23) | Serge Ibaka (12)    | Kyle Lowry (8)     | United Center           | 54 - 23 |

| Match | Date match | Équipe      | Score          | Meilleur marqueur   | Meilleur rebondeur | Meilleur passeur    | Lieux            | Série   |
| ----- | ---------- | ----------- | -------------- | ------------------- | ------------------ | ------------------- | ---------------- | ------- |
| 78    | 1er avril  | Orlando     | V 121-109      | Danny Green (29)    | Kawhi Leonard (7)  | Lowry, VanVleet (7) | Scotiabank Arena | 55 - 23 |
| 79    | 3 avril    | @ Brooklyn  | V 115-105      | Pascal Siakam (28)  | Serge Ibaka (12)   | Marc Gasol (6)      | Barclays Center  | 56 - 23 |
| 80    | 5 avril    | @ Charlotte | D 111-113      | Kawhi Leonard (29)  | Serge Ibaka (12)   | Kyle Lowry (11)     | Spectrum Center  | 56 - 24 |
| 81    | 7 avril    | Miami       | V 117-109 (OT) | Powell, Siakam (23) | Gasol, Siakam (10) | Marc Gasol (7)      | Scotiabank Arena | 57 - 24 |
| 82    | 9 avril    | @ Minnesota | V 120-100      | Kawhi Leonard (20)  | Chris Boucher (13) | Jeremy Lin (5)      | Target Center    | 58 - 24 |

## Playoffs
| Playoffs Total : 16-8 (Domicile : 9-4 ; Extérieur : 7-4) |

| Match | Date match | Équipe    | Score     | Meilleur marqueur  | Meilleur rebondeur | Meilleur passeur   | Lieux Spectateurs | Série |
| ----- | ---------- | --------- | --------- | ------------------ | ------------------ | ------------------ | ----------------- | ----- |
| 1     | 13 avril   | Orlando   | D 101-104 | Kawhi Leonard (25) | Pascal Siakam (9)  | Kyle Lowry (8)     | Scotiabank Arena  | 0 - 1 |
| 2     | 16 avril   | Orlando   | V 111-82  | Kawhi Leonard (37) | Pascal Siakam (10) | Kyle Lowry (7)     | Scotiabank Arena  | 1 - 1 |
| 3     | 19 avril   | @ Orlando | V 98-93   | Pascal Siakam (30) | Pascal Siakam (11) | Kyle Lowry (10)    | Amway Center      | 2 - 1 |
| 4     | 21 avril   | @ Orlando | V 107-85  | Kawhi Leonard (34) | Serge Ibaka (8)    | Kyle Lowry (9)     | Amway Center      | 3 - 1 |
| 5     | 23 avril   | Orlando   | V 115-87  | Kawhi Leonard (27) | Marc Gasol (9)     | Fred VanVleet (10) | Scotiabank Arena  | 4 - 1 |

| Match | Date match | Équipe         | Score     | Meilleur marqueur  | Meilleur rebondeur | Meilleur passeur  | Lieux Spectateurs  | Série |
| ----- | ---------- | -------------- | --------- | ------------------ | ------------------ | ----------------- | ------------------ | ----- |
| 1     | 27 avril   | Philadelphie   | V 108-95  | Kawhi Leonard (45) | Kawhi Leonard (11) | Kyle Lowry (8)    | Scotiabank Arena   | 1 - 0 |
| 2     | 29 avril   | Philadelphie   | D 89-94   | Kawhi Leonard (35) | Trois joueurs (7)  | Kawhi Leonard (6) | Scotiabank Arena   | 1 - 1 |
| 3     | 2 mai      | @ Philadelphie | D 95-116  | Kawhi Leonard (33) | Gasol, Green (6)   | Kyle Lowry (5)    | Wells Fargo Center | 1 - 2 |
| 4     | 5 mai      | @ Philadelphie | V 101-96  | Kawhi Leonard (39) | Kawhi Leonard (14) | Kyle Lowry (7)    | Wells Fargo Center | 2 - 2 |
| 5     | 7 mai      | Philadelphie   | V 125-89  | Pascal Siakam (25) | Kawhi Leonard (13) | Kyle Lowry (7)    | Scotiabank Arena   | 3 - 2 |
| 6     | 9 mai      | @ Philadelphie | D 101-112 | Kawhi Leonard (29) | Kawhi Leonard (12) | Kyle Lowry (6)    | Wells Fargo Center | 3 - 3 |
| 7     | 12 mai     | Philadelphie   | V 92-90   | Kawhi Leonard (41) | Pascal Siakam (11) | Kyle Lowry (6)    | Scotiabank Arena   | 4 - 3 |

| Match | Date match | Équipe      | Score           | Meilleur marqueur  | Meilleur rebondeur | Meilleur passeur  | Lieux Spectateurs | Série |
| ----- | ---------- | ----------- | --------------- | ------------------ | ------------------ | ----------------- | ----------------- | ----- |
| 1     | 15 mai     | @ Milwaukee | D 100-108       | Kawhi Leonard (31) | Marc Gasol (12)    | Marc Gasol (5)    | Fiserv Forum      | 0 - 1 |
| 2     | 17 mai     | @ Milwaukee | D 103-125       | Kawhi Leonard (31) | Serge Ibaka (10)   | Kyle Lowry (4)    | Fiserv Forum      | 0 - 2 |
| 3     | 19 mai     | Milwaukee   | V 118-112 (OT2) | Kawhi Leonard (36) | Marc Gasol (12)    | Marc Gasol (6)    | Scotiabank Arena  | 1 - 2 |
| 4     | 21 mai     | Milwaukee   | V 120-102       | Kyle Lowry (25)    | Serge Ibaka (13)   | Marc Gasol (7)    | Scotiabank Arena  | 2 - 2 |
| 5     | 23 mai     | @ Milwaukee | V 105-99        | Kawhi Leonard (35) | Pascal Siakam (13) | Kawhi Leonard (9) | Fiserv Forum      | 3 - 2 |
| 6     | 25 mai     | Milwaukee   | V 100-94        | Kawhi Leonard (27) | Kawhi Leonard (17) | Kyle Lowry (8)    | Scotiabank Arena  | 4 - 2 |

| Match | Date match | Équipe         | Score     | Meilleur marqueur  | Meilleur rebondeur  | Meilleur passeur   | Lieux            | Série |
| ----- | ---------- | -------------- | --------- | ------------------ | ------------------- | ------------------ | ---------------- | ----- |
| 1     | 30 mai     | Golden State   | V 118-109 | Pascal Siakam (32) | Siakam, Leonard (8) | Kyle Lowry (9)     | Scotiabank Arena | 1 - 0 |
| 2     | 2 juin     | Golden State   | D 104-109 | Kawhi Leonard (34) | Kawhi Leonard (14)  | Pascal Siakam (4)  | Scotiabank Arena | 1 - 1 |
| 3     | 5 juin     | @ Golden State | V 123-109 | Kawhi Leonard (30) | Pascal Siakam (9)   | Kyle Lowry (9)     | Oracle Arena     | 2 - 1 |
| 4     | 7 juin     | @ Golden State | V 105-92  | Kawhi Leonard (36) | Kawhi Leonard (12)  | Kyle Lowry (7)     | Oracle Arena     | 3 - 1 |
| 5     | 10 juin    | Golden State   | D 105-106 | Kawhi Leonard (26) | Kawhi Leonard (12)  | Leonard, Lowry (6) | Scotiabank Arena | 3 - 2 |
| 6     | 13 juin    | @ Golden State | V 114-110 | Lowry, Siakam (26) | Pascal Siakam (10)  | Kyle Lowry (10)    | Oracle Arena     | 4 - 2 |

### Confrontations en saison régulière
| Conférence Est      | Conférence Est                              | Conférence Est                              | Conférence Est                              | Conférence Est                              | Conférence Ouest                            | Conférence Ouest                            | Conférence Ouest                            |
| Division Atlantique | Division Atlantique                         | Division Atlantique                         | Division Atlantique                         | Division Atlantique                         | Division Nord-Ouest                         | Division Nord-Ouest                         | Division Nord-Ouest                         |
| Équipe              | Domicile                                    | Domicile                                    | Extérieur                                   | Extérieur                                   | Équipe                                      | Domicile                                    | Extérieur                                   |
| ------------------- | ------------------------------------------- | ------------------------------------------- | ------------------------------------------- | ------------------------------------------- | ------------------------------------------- | ------------------------------------------- | ------------------------------------------- |
| Boston              | 113-101                                     | 118-95                                      | 116-123 (OT)                                | 108-117                                     | Denver                                      | 103-106                                     | 86-95                                       |
| Brooklyn            | 122-105                                     | 127-125                                     | 105-106 (OT)                                | 115-105                                     | Minnesota                                   | 112-105                                     | 120-100                                     |
| New York            | 128-112                                     | 128-92                                      | 104-99                                      | 117-92                                      | Oklahoma City                               | 109-116                                     | 124-114                                     |
| Philadelphie        | 129-112                                     | 113-102                                     | 101-126                                     | 119-107                                     | Portland                                    | 119-117                                     | 122-128                                     |
|                     |                                             |                                             |                                             |                                             | Utah                                        | 122-116                                     | 124-111                                     |
|                     | 8–0                                         | 8–0                                         | 4–4                                         | 4–4                                         |                                             | 3–2                                         | 3–2                                         |
| Division            | 12–4                                        | 12–4                                        | 12–4                                        | 12–4                                        | Division                                    | 6–4                                         | 6–4                                         |
| Division Centrale   | Division Centrale                           | Division Centrale                           | Division Centrale                           | Division Centrale                           | Division Pacifique                          | Division Pacifique                          | Division Pacifique                          |
| Équipe              | Domicile                                    | Domicile                                    | Extérieur                                   | Extérieur                                   | Équipe                                      | Domicile                                    | Extérieur                                   |
| Chicago             | 95-89                                       | 112-103                                     | 122-83                                      | 124-101                                     | Golden State                                | 131-128 (OT)                                | 113-93                                      |
| Cleveland           | 116-104                                     | 126-110                                     | 106-95                                      | 101-126                                     | L.A. Clippers                               | 121-103                                     | 123-99                                      |
| Detroit             | 104-106                                     |                                             | 107-112 (OT)                                | 107-110                                     | L.A. Lakers                                 | 111-98                                      | 121-107                                     |
| Indiana             | 99-96                                       | 121-105                                     | 106-110                                     |                                             | Phoenix                                     | 111-109                                     | 107-98                                      |
| Milwaukee           | 99-104                                      | 92-105                                      | 109-124                                     | 123-116                                     | Sacramento                                  | 120-105                                     | 114-105                                     |
|                     | 6–3                                         | 6–3                                         | 4–5                                         | 4–5                                         |                                             | 5–0                                         | 5–0                                         |
| Division            | 10–8                                        | 10–8                                        | 10–8                                        | 10–8                                        | Division                                    | 10–0                                        | 10–0                                        |
| Division Sud-Est    | Division Sud-Est                            | Division Sud-Est                            | Division Sud-Est                            | Division Sud-Est                            | Division Sud-Ouest                          | Division Sud-Ouest                          | Division Sud-Ouest                          |
| Équipe              | Domicile                                    | Domicile                                    | Extérieur                                   | Extérieur                                   | Équipe                                      | Domicile                                    | Extérieur                                   |
| Atlanta             | 104-101                                     |                                             | 124-108                                     | 119-101                                     | Dallas                                      | 116-107                                     | 123-120                                     |
| Charlotte           | 127-106                                     | 114-115                                     | 111-113                                     |                                             | Houston                                     | 95-107                                      | 119-121                                     |
| Miami               | 125-115                                     | 117-109 (OT)                                | 106-104                                     | 125-104                                     | Memphis                                     | 119-90                                      | 122-114                                     |
| Orlando             | 98-113                                      | 121-109                                     | 93-91                                       | 87-116                                      | La Nouvelle-Orléans                         | 110-126                                     | 127-104                                     |
| Washington          | 125-107                                     | 129-120                                     | 117-113                                     | 140-138 (2OT)                               | San Antonio                                 | 120-117                                     | 107-125                                     |
|                     | 7–2                                         | 7–2                                         | 7–2                                         | 7–2                                         |                                             | 3–2                                         | 3–2                                         |
| Division            | 14–4                                        | 14–4                                        | 14–4                                        | 14–4                                        | Division                                    | 6–4                                         | 6–4                                         |
| Conférence          | 36–16 (Domicile : 21–5 ; Extérieur : 15–11) | 36–16 (Domicile : 21–5 ; Extérieur : 15–11) | 36–16 (Domicile : 21–5 ; Extérieur : 15–11) | 36–16 (Domicile : 21–5 ; Extérieur : 15–11) | Conférence                                  | 22–8 (Domicile : 11–4 ; Extérieur : 11–4)   | 22–8 (Domicile : 11–4 ; Extérieur : 11–4)   |
| Total               | 58–24 (Domicile : 32–9 ; Extérieur : 26–15) | 58–24 (Domicile : 32–9 ; Extérieur : 26–15) | 58–24 (Domicile : 32–9 ; Extérieur : 26–15) | 58–24 (Domicile : 32–9 ; Extérieur : 26–15) | 58–24 (Domicile : 32–9 ; Extérieur : 26–15) | 58–24 (Domicile : 32–9 ; Extérieur : 26–15) | 58–24 (Domicile : 32–9 ; Extérieur : 26–15) |

## Classements de la saison régulière
| Conférence Est | Conférence Est         | Conférence Est | Conférence Est | Conférence Est | Conférence Est | Conférence Est | Conférence Est |
| No             | Franchise              | Vic.           | Déf.           | MJ             | V/D            | GB             |                |
| -------------- | ---------------------- | -------------- | -------------- | -------------- | -------------- | -------------- | -------------- |
| 1              | Bucks de Milwaukee     | 60             | 22             | 82             | .732           | –              |                |
| 2              | Raptors de Toronto     | 58             | 24             | 82             | .707           | 2              |                |
| 3              | 76ers de Philadelphie  | 51             | 31             | 82             | .622           | 9              |                |
| 4              | Celtics de Boston      | 49             | 33             | 82             | .598           | 11             |                |
| 5              | Pacers de l'Indiana    | 48             | 34             | 82             | .585           | 12             |                |
| 6              | Nets de Brooklyn       | 42             | 40             | 82             | .512           | 18             |                |
| 7              | Magic d'Orlando        | 42             | 40             | 82             | .512           | 18             |                |
| 8              | Pistons de Détroit     | 41             | 41             | 82             | .500           | 19             |                |
|                |                        |                |                |                |                |                |                |
| 9              | Hornets de Charlotte   | 39             | 43             | 82             | .476           | 21             |                |
| 10             | Heat de Miami          | 39             | 43             | 82             | .476           | 21             |                |
| 11             | Wizards de Washington  | 32             | 50             | 82             | .390           | 28             |                |
| 12             | Hawks d'Atlanta        | 29             | 53             | 82             | .354           | 31             |                |
| 13             | Bulls de Chicago       | 22             | 60             | 82             | .268           | 38             |                |
| 14             | Cavaliers de Cleveland | 19             | 63             | 82             | .232           | 41             |                |
| 15             | Knicks de New York     | 17             | 65             | 82             | .207           | 43             |                |

| Division Atlantique       | V  | D  | MJ | V/D  | GB | Dom   | Ext   | Div  |
| ------------------------- | -- | -- | -- | ---- | -- | ----- | ----- | ---- |
| Raptors de Toronto (2)    | 58 | 24 | 82 | .707 | –  | 32–9  | 26–15 | 12–4 |
| 76ers de Philadelphie (3) | 51 | 31 | 82 | .622 | 7  | 31–10 | 20–21 | 8–8  |
| Celtics de Boston (4)     | 49 | 33 | 82 | .598 | 9  | 28–13 | 21–20 | 10–6 |
| Nets de Brooklyn (6)      | 42 | 40 | 82 | .512 | 16 | 23–18 | 19–22 | 8–8  |
| Knicks de New York (15)   | 17 | 65 | 82 | .207 | 41 | 9–32  | 8–33  | 2–14 |

## Effectif

### Effectif actuel
| Raptors de Toronto Effectif actuel                             |    |                         |                      |                  |
| Entraîneur : Nick Nurse                                        |    |                         |                      |                  |
| Ailier                                                         | 3  | Drapeau de l'Angleterre | OG Anunoby           | Indiana          |
| Ailier fort / Pivot                                            | 25 | /                       | Chris Boucher        | Oregon           |
| Pivot                                                          | 33 | Drapeau de l'Espagne    | Marc Gasol           | CB Girona        |
| Arriere / Ailier                                               | 14 | Drapeau des États-Unis  | Danny Green          | North Carolina   |
| Ailier fort / Pivot                                            | 9  | /                       | Serge Ibaka          | Bàsquet Manresa  |
| Ailier                                                         | 2  | Drapeau des États-Unis  | Kawhi Leonard        | San Diego State  |
| Meneur                                                         | 17 | Drapeau des États-Unis  | Jeremy Lin           | Harvard          |
| Meneur                                                         | 7  | Drapeau des États-Unis  | Kyle Lowry (C)       | Villanova        |
| Meneur / Arrière                                               | 8  | Drapeau des États-Unis  | Jordan Loyd (R) (TW) | Indianapolis     |
| Arrière                                                        | 1  | Drapeau des États-Unis  | Patrick McCaw        | UNLV             |
| Arrière                                                        | 20 | Drapeau des États-Unis  | Jodie Meeks          | Kentucky         |
| Ailier                                                         | 13 | Drapeau des États-Unis  | Malcolm Miller       | Holy Cross       |
| Ailier fort / Pivot                                            | 15 | Drapeau des États-Unis  | Eric Moreland        | Oregon State     |
| Arrière / Ailier                                               | 24 | Drapeau des États-Unis  | Norman Powell        | UCLA             |
| Ailier fort                                                    | 43 | Drapeau du Cameroun     | Pascal Siakam        | New Mexico State |
| Meneur                                                         | 23 | Drapeau des États-Unis  | Fred VanVleet        | Wichita State    |
| (C) - Capitaine, (R) - Rookie, (TW) - Two-way contract, Blessé |    |                         |                      |                  |

## Transactions

### Échanges
| 18 juillet 2018 | A Raptors de TorontoDanny Green Kawhi Leonard | A Spurs de San AntonioDeMar DeRozan Jakob Pöltl Premier tour de draft 2019 (protégé)                    |
| 6 février 2019  | A Raptors de TorontoCompensation financière   | A 76ers de PhiladelphieMalachi Richardson Droits sur Emir Preldžič (2009 #57) Second tour de draft 2022 |
| 7 février 2019  | A Raptors de TorontoCompensation financière   | A Nets de BrooklynGreg Monroe Second tour de draft 2021                                                 |
| 7 février 2019  | A Raptors de TorontoMarc Gasol                | A Grizzlies de MemphisC. J. Miles Jonas Valančiūnas Delon Wright Second tour de draft 2024              |

### Joueurs qui re-signent
| Date       | Joueur        | Contrat                                                |
| ---------- | ------------- | ------------------------------------------------------ |
| 06/07/2018 | Fred VanVleet | Contrat de 18 110 010 $ sur 2 ans.                     |
| 20/07/2018 | Lorenzo Brown | Contrat partiellement garanti de 1 621 415 $ sur 1 an. |

### Options dans les contrats
| Date       | Joueur             | Option                                                                       |
| ---------- | ------------------ | ---------------------------------------------------------------------------- |
| 31/10/2018 | OG Anunoby         | Toronto active son option d'équipe de 2 281 800 $ pour la saison 2018-2019.  |
| 31/10/2018 | Malachi Richardson | Toronto décline son option d'équipe de 2 581 597 $ pour la saison 2018-2019. |
| 31/10/2018 | Pascal Siakam      | Toronto active son option d'équipe de 2 351 839 $ pour la saison 2018-2019.  |

### Arrivés

#### Agent libre
| Date       | Joueur        | Contrat                                           | Provenance             |
| ---------- | ------------- | ------------------------------------------------- | ---------------------- |
| 10/80/2018 | Greg Monroe   | Contrat de 2 165 481 $ sur 1 an.                  | Celtics de Boston      |
| 10/01/2019 | Patrick McCaw | Contrat de 786,211 $ jusqu'à la fin de la saison. | Cavaliers de Cleveland |

#### Two-way contract
| Date       | Joueur        | Provenance               |
| ---------- | ------------- | ------------------------ |
| 07/08/2018 | Jordan Loyd   | Darüşşafaka              |
| 12/10/2018 | Chris Boucher | Warriors de Golden State |

#### Camps d'entraînement
| Date       | Joueur            | Contrat                            | Provenance                     |
| ---------- | ----------------- | ---------------------------------- | ------------------------------ |
| 20/07/2018 | Chris Boucher     | Contrat non garanti de 1 349 383 $ | Warriors de Golden State       |
| 20/08/2018 | Kay Felder        | Contrat non garanti de 1 512 601 $ | Pistons de Détroit             |
| 13/09/2018 | Deng Adel         | Contrat non garanti de 838 464 $   | Cardinals de Louisville (NCAA) |
| 13/09/2018 | Kyle Collinsworth | Contrat non garanti de 1 349 383 $ | Mavericks de Dallas            |
| 21/09/2018 | Eric Moreland     | Contrat non garanti de 1 567 007 $ | Pistons de Détroit             |
| 24/09/2018 | Nick Johnson      | Contrat non garanti de 1 349 383 $ | Spurs d'Austin (NBA G-League)  |
| 12/10/2018 | Malcolm Miller    | Contrat non garanti de 1 349 383 $ | Raptors de Toronto             |

### Départs

#### Agents libres
| Date       | Joueur         | Nouvelle équipe ¹      |
| ---------- | -------------- | ---------------------- |
| 17/09/2018 | Lucas Nogueira | Baloncesto Fuenlabrada |

#### Joueurs coupés
| Date       | Joueur           | Nouvelle équipe ¹        |
| ---------- | ---------------- | ------------------------ |
| 17/07/2018 | Alfonzo McKinnie | Warriors de Golden State |
| 07/01/2019 | Lorenzo Brown    |                          |

¹ Il s'agit de l’équipe pour laquelle le joueur a signé après son départ, il a pu entre-temps changer d'équipe ou encore de pays.

#### Non retenu après les camps d’entraînements
| Date       | Joueur            |
| ---------- | ----------------- |
| 12/10/2018 | Eric Moreland     |
| 12/10/2018 | Kay Felder        |
| 12/10/2018 | Kyle Collinsworth |
| 12/10/2018 | Deng Adel         |

### Joueurs "agents libres" à la fin de la saison
| Joueur             | Fin de saison         |
| ------------------ | --------------------- |
| Danny Green        | Agent libre           |
| Patrick McCaw      | Agent libre restreint |
| Greg Monroe        | Agent libre           |
| Malachi Richardson | Agent libre           |
| Delon Wright       | Agent libre restreint |

### Options en fin de saison
| Joueur            | Fin de saison  |
| ----------------- | -------------- |
| Kawhi Leonard     | Option joueur. |
| C. J. Miles       | Option joueur. |
| Jonas Valančiūnas | Option joueur. |

## Récompenses
| Date                     | Joueur        | Récompense                                   |
| ------------------------ | ------------- | -------------------------------------------- |
| 5 novembre – 11 novembre | Pascal Siakam | Joueur de la semaine dans la conférence Est. |
| 26 novembre – 2 décembre | Kawhi Leonard | Joueur de la semaine dans la conférence Est. |
| Octobre / Novembre       | Nick Nurse    | Entraîneur du mois dans la conférence Est.   |
| 7 janvier – 13 janvier   | Kawhi Leonard | Joueur de la semaine dans la conférence Est. |